# Mayel Ndadi
Mayel Ndadi (ou Mayel Dadi) est une localité du Cameroun située dans l'arrondissement de Meri, le département du Diamaré et la région de l’Extrême-Nord. Elle fait partie du canton de Godola.

## Population
En 1974, on distinguait trois villages, Mayel Ndadi Foulbe qui comptait 41 habitants, Mayel Ndadi Guiziga qui en comptait 15 et Mayel Ndadi Moufou qui en comptait 24.
Lors du recensement de 2005, on a dénombré 111 personnes à Mayel Ndadi (ensemble).